# Ampelocissus elegans
Ampelocissus elegans — вид квіткових рослин з родини виноградових (Vitaceae). Ареал охоплює такі території: М'янма; півострівний Таїланд; півострівна Малайзія; Сінгапур; Суматра. Це витка рослина, яка росте переважно у вологому тропічному біомі.

## Біоморфологічна характеристика
Це витка трав'яниста рослина, вкрита густими шерстистими волосками. Молоде листя просте, а в дозріванні перетворюється на складне. Складне листя варіювалося від 3-лопатевого до 3–5-листочкового із сидячими листочками. Кінцевий листочок оберненояйцеподібний (9.5–20 × 4–9.5 см), тоді як бічний листочок косояйцеподібний (5–18 × 2–10.5 см). Верхня та нижня поверхні зрілого листя вкриті густими шерстистими волосками, які з віком змінюють колір з білого на коричневий. Коричневі прожилки на листках дуже характерні. Суцвіття завдовжки 21–38 см у формі волоті з колосків з двостатевими квітками. Кожна квітка має 4–5 зелених пелюсток, зелений диск і куполоподібну чашечку. Плід — червона яйцеподібна ягода 8 мм ушир, яка містить 1–4 насінини.